# 佛罗伦萨美术学院

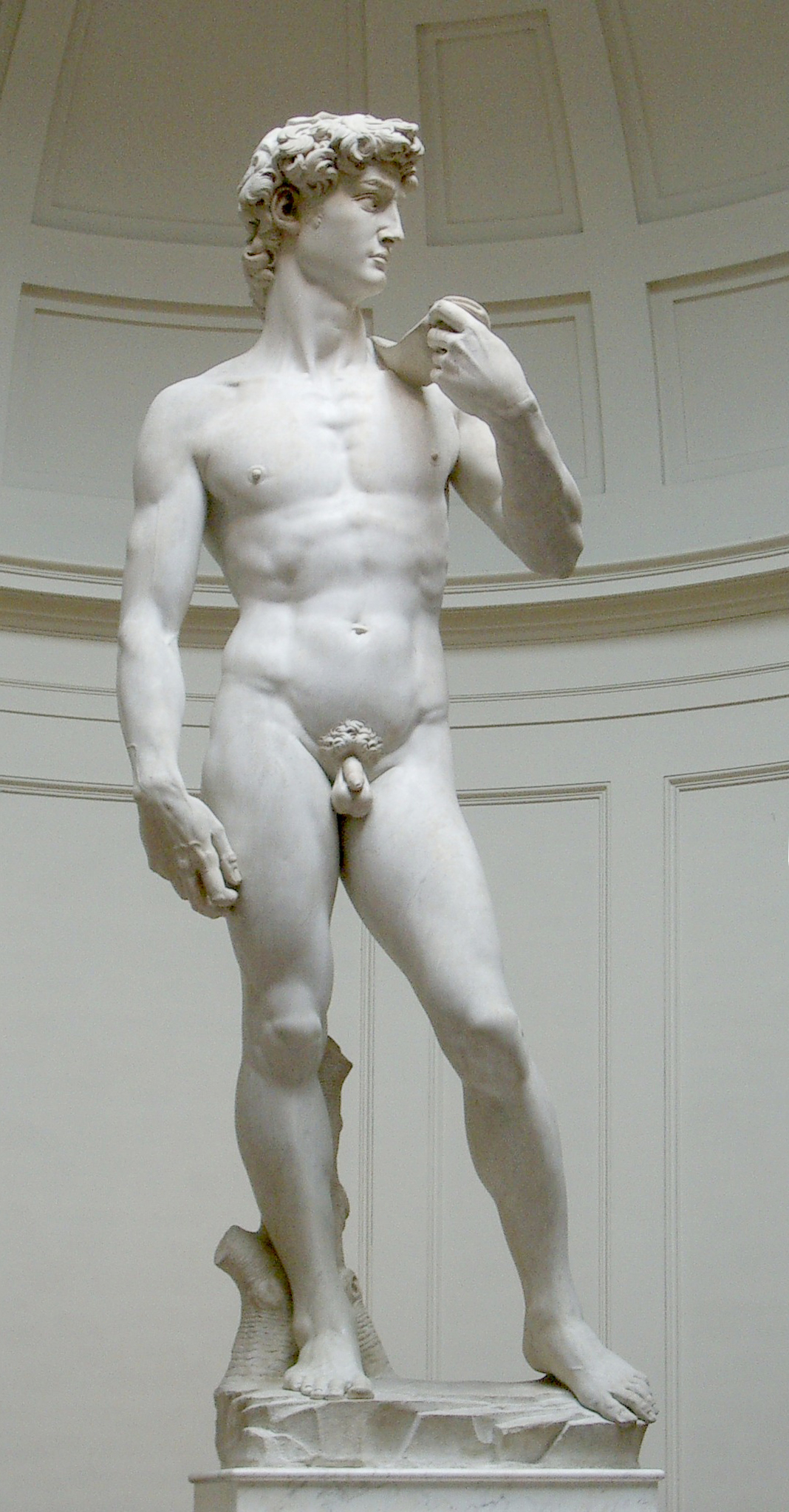
大卫像

佛罗伦萨美术学院（Accademia delle Belle Arti di Firenze）是意大利佛罗伦萨的美术学院和美术馆，它是欧洲第一所美术学校。

## 歷史
佛罗伦萨国立美术学院(意大利语：Accademia di Belle Arti di Firenze Florence National Academy of Finearts of Italy)为世界美术最高学府，历史可追溯到14世纪，始创于1339年是世界第一所美术学院，开创世界美术教育先河，1562年正式建立，称作：迪亚诺学院，首任院长为杰出艺术家、文学家、艺术史论家喬爾喬·瓦薩里。1785年成为国立美术学院。“世界美术学院之母，四大美术学院之首”这是对佛罗伦萨美术学院最简洁的评价。 
1561年在美第奇家族，特别是科西莫一世的大力资助下，由乔尔乔·瓦萨里、布龙齐诺和Bartolommeo Ammannati三位风格主义艺术家创办，米開朗基羅出任名誉院长。最初设在佛罗伦萨圣母领报大殿的回廊。
1784年，托斯卡纳大公利奥波德下令佛罗伦萨所有的美术学校合并，命名为佛罗伦萨美术学院，内设美术馆，供年轻艺术家学习。
学院美术馆收藏有米開朗基羅的大卫像原作。这个雕塑原来露天安放在领主广场，1873年迁到此处加以保护。

## 社会影响
佛罗伦萨美术学院作为世界第一所美术学院对后世影响极为深远。首先，他作为世界第一所美术学院开辟了世界美术教育。其次，对后来的博洛尼亚美术学院、罗马美术学院、巴黎美术学院、列宾美术学院、中央美术学院等美术学院都具有引导和启迪作用。佛罗伦萨美术学院不仅仅是一个美术学院，而是世界美术教育的标杆。第三，大师云集打破美术界限，美术学院大师云集，无论是达芬奇、米開朗基羅、瓦萨里，还是伽利略、莫迪利阿尼、阿尼戈尼。他们是世界级的大师，米开朗基罗、达芬奇更是整个人类文明的最杰出的代表。学院的教育早已打破了美术的界限，科学、文学、哲学等蕴含其中。第四，佛罗伦萨美术学院是文艺复兴的产物，也对文艺复兴产生了巨大影响。佛罗伦萨美术学院所存在的意义已经超越了一所学校的含义，他作为世界文明发展的见证者、艺术及教育的里程碑而存在。

## 著名校友
美术学院历经672年的洗礼早已蜚声世界，在近7个世纪的岁月里，美术学院汇聚了众多大师，是世界上汇聚培养大师最多的美术学院。
米开朗基罗：世界艺术史上最伟大的里程碑之一，杰出的雕塑家、画家、建筑师，代表作品《大卫》、西斯汀小堂《创世纪》、《最后的审判》和圣彼得大教堂圆顶，是美术学院的学生和美术学院的首任名誉院长，教授。文艺复兴三杰之一。
伽利略：人类科学发展史上的巨大里程碑，美术学院科学学科教授，有史以来最为著名的科学家之一。
柯西莫·美第奇：美术学院创办人，佛罗伦萨共和国国父。
瓦萨里：美术学院首任院长，杰出艺术家、画家、艺术史家、雕塑家、建筑师，代表作品有《名人传》、《末日审判》和乌菲兹美术馆。
弗朗西斯科：文艺复兴时期杰出的绘画大师。
提香：美术学院教授，威尼斯画派最重要的代表人，被誉为“西方油画之父”。
詹博洛尼亚：文艺复兴时期杰出的雕塑大师。
切利尼：著名雕塑大师，代表作品《普修斯雕像》。
莫迪格尼安尼：世界极为著名的油画大师。
雅克-路易·大卫：世界绘画大师，法国杰出画家，拿破仑的御用画师，美术学院院士，教授，代表作品有《马拉之死》、《拿破仑加冕礼》等，曾任巴黎美术学院院长。
弗雷德里克·莱顿：著名绘画大师，美术教育家，曾就读于佛罗伦萨美术学院，后成为皇家美术学院的代名词，后任英国皇家美术学院院长。
安格尔：世界绘画大师，美术学院院士，教授，著名作品《泉》，法国杰出画家。
阿尼戈尼：世界绘画大师。
布隆奇诺：著名艺术大师。 
安东尼·卡诺瓦：著名艺术大师。
巴塞罗谬:著名艺术大师。
罗伯特·卡沃利：世界著名品牌 Roberto Cavalli品牌创始人，世界时尚大师。

## 课程设置
三年制本科课程设置
视觉艺术系：绘画(pittura progetto)、绘画(pittura disegno)、雕塑、装饰装潢、艺术刻印(版画)
实用艺术与设计系：舞美设计专业
艺术教育与传播系：艺术教育专业
二年制硕士课程设置
视觉艺术系：室内设计与装饰、视觉艺术与新表现语言
入学要求：硕士生申请就读只能是相同专业的毕业，或者艺术教育与传播专业的本科生可以申请室内设计与装饰专业。
实用艺术与设计系：舞美设计、博物馆设计系、服装及高级服装文化
入学要求：硕士生申请就读只能是相同专业本科，或者视觉艺术系学生可以申请舞美设计专业。
艺术教育与传播系：艺术教育专业